# Tim van Rijthoven
Tim van Rijthoven (ur. 24 kwietnia 1997 w Roosendaal) – holenderski tenisista, reprezentant w Pucharze Davisa.

## Kariera tenisowa
Karierę zawodową rozpoczął w 2015 roku.
W grze pojedynczej zwyciężył w jednym turnieju cyklu ATP Tour. W karierze wygrał trzy deblowe turnieje cyklu ATP Challenger Tour. Ponadto zwyciężył w ośmiu singlowych i pięciu deblowych turniejach rangi ITF.
Od 2015 roku reprezentuje Holandię w Pucharze Davisa.
W rankingu gry pojedynczej najwyżej był na 101. miejscu (18 lipca 2022), a w klasyfikacji gry podwójnej na 225. pozycji (9 maja 2022).

### Finały w turniejach ATP Tour
| Legenda                                      |
| -------------------------------------------- |
| Wielki Szlem                                 |
| Igrzyska olimpijskie                         |
| Tennis Masters Cup / ATP Finals              |
| ATP Masters Series / ATP Tour Masters 1000   |
| ATP International Series Gold / ATP Tour 500 |
| ATP International Series / ATP Tour 250      |

#### Gra pojedyncza (1–0)
| Końcowy wynik | Nr | Data            | Turniej          | Nawierzchnia | Przeciwnik         | Wynik finału |
| ------------- | -- | --------------- | ---------------- | ------------ | ------------------ | ------------ |
| Zwycięzca     | 1. | 12 czerwca 2022 | ’s-Hertogenbosch | Trawiasta    | Daniił Miedwiediew | 6:4, 6:1     |

### Zwycięstwa w turniejach ATP Challenger Tour w grze podwójnej
| Końcowy wynik | Nr | Data             | Turniej    | Nawierzchnia  | Partner        | Przeciwnicy                        | Wynik finału      |
| ------------- | -- | ---------------- | ---------- | ------------- | -------------- | ---------------------------------- | ----------------- |
| Zwycięzca     | 1. | 29 maja 2021     | Oeiras     | Ceglana       | Jesper de Jong | Julian Lenz Roberto Quiroz         | 6:1, 7:6(3)       |
| Zwycięzca     | 2. | 24 lipca 2021    | Pozoblanco | Twarda        | Igor Sijsling  | Diego Hidalgo Sergio Martos Gornés | 5:7, 7:6(4), 10–5 |
| Zwycięzca     | 3. | 18 września 2021 | Rennes     | Twarda (hala) | Bart Stevens   | Marek Gengel Tomáš Macháč          | 6:7(2), 7:5, 10–3 |